# Jardin d'essai (metropolitana di Algeri)
Jardin d'essai è una stazione della linea 1 della metropolitana di Algeri.
Molto frequentata, si trova a Belouizdad, in prossimità del giardino botanico di Hamma, del Museo nazionale delle belle arti di Algeri e del Maqam Echahid.

## Strutture e impianti
È una stazione sotterranea a 4 binari, due per ogni senso di marcia, serviti da due banchine laterali per ciascun lato.

## Servizi
La stazione è dotata di 2 uscite, una nei pressi del giardino botanico di Hamma e una nei pressi del Museo nazionale delle belle arti.

## Interscambi
- È situata nei pressi della stazione di bus omonima, servita dalle linee di bus ETUSA, linee 4, 6, 14, 27, 34, 66, 79, 89, 92 e 126.[2]
- Nei pressi della stazione è presente la funivia del Maqam Echahid.